# Brescia Calcio 1999-2000
Questa voce raccoglie le informazioni riguardanti il Brescia Calcio nelle competizioni ufficiali della stagione 1999-2000.

## Stagione

Dario Hübner, alla terza stagione a Brescia, è decisivo nella corsa alla promozione con 21 gol.

Nella stagione 1999-2000 il Brescia inizia la stagione con Silvio Baldini in panchina, il quale però si è dimesso già in agosto, dopo la prima trasferta di Coppa Italia con la Juve Stabia, a causa di contrasti interni con la società e con alcuni membri della squadra. Al posto di Baldini viene scelto il tecnico Nedo Sonetti.
La squadra con una marcia regolare lungo tutto il campionato, conquista la sua decima promozione in Serie A a due anni di distanza dall'ultima apparizione nella massima serie, classificandosi al quarto posto con 63 punti, a pari merito con Napoli e Atalanta (rispettivamente seconda e quarta per differenza reti). Il girone d'andata è stato chiuso al terzo posto con 32 punti, a due lunghezze dalla coppia di testa composta da Vicenza e Atalanta.
La promozione giunge solo all'ultima giornata, nella quale al Brescia è bastato il punto ottenuto con il Cosenza per avere la meglio sulla diretta inseguitrice: la Sampdoria. In Coppa Italia, la squadra è stata eliminata nella fase preliminare a gironi, giungendo seconda nel proprio raggruppamento alle spalle del Pescara.
Il miglior marcatore stagionale è stato Dario Hübner con 22 reti, delle quali 21 realizzate in campionato e una in Coppa Italia.

## Organigramma societario
Area direttiva
- Presidente: Luigi Corioni
- Consigliere delegato: Alessandro Quaggiotto
- Direttore generele: Pietro Lo Monaco
- Segretario: Alberto Bonometti

Area organizzativa
- Addetto stampa: Edoardo Piovani
- Team manager: Mauro Pederzoli

Area tecnica
- Allenatore: Nedo Sonetti
- Vice allenatori: Luigino Vallongo e Rolando Maran
- Preparatore portieri: Giacomo Violini
- Allenatore "Primavera": Stefano Bonometti

Area sanitaria
- Medico sociale: dott. Njkolas Tjouroudis
- Massaggiatori: Fausto Balduzzi e Andrea Bondielli

## Divise e sponsor
Lo sponsor tecnico per la stagione 1999-2000 è Garman, mentre lo sponsor ufficiale è Ristora.

## Rosa
| N. |                    | Ruolo | Calciatore               |
| -- | ------------------ | ----- | ------------------------ |
| 1  | Belgio (bandiera)  | P     | Gilbert Bodart           |
| 2  | Italia (bandiera)  | C     | Vincenzo Mazzeo          |
| 3  | Polonia (bandiera) | D     | Marek Koźmiński          |
| 4  | Italia (bandiera)  | D     | Filippo Galli (capitano) |
| 5  | Italia (bandiera)  | D     | Vittorio Mero            |
| 6  | Italia (bandiera)  | D     | Francesco Zanoncelli     |
| 7  | Israele (bandiera) | C     | Tal Banin                |
| 8  | Italia (bandiera)  | C     | Carmine Nunziata         |
| 9  | Italia (bandiera)  | A     | Francesco Marino         |
| 9  | Italia (bandiera)  | D     | Luca Mezzano             |
| 10 | Italia (bandiera)  | A     | Raffaele Cerbone         |
| 11 | Italia (bandiera)  | A     | Dario Hübner             |
| 12 | Italia (bandiera)  | P     | Luca Castellazzi         |
| 13 | Italia (bandiera)  | D     | Rosario Bennardo         |
| 13 | Italia (bandiera)  | D     | Antonio Pedrocchi        |
| 13 | Italia (bandiera)  | D     | Marco Pisano             |

| N. |                      | Ruolo | Calciatore          |
| -- | -------------------- | ----- | ------------------- |
| 14 | Argentina (bandiera) | D     | Andrés Yllana       |
| 15 | Italia (bandiera)    | C     | Matteo Tacchini     |
| 16 | Italia (bandiera)    | D     | Alessio Baresi      |
| 17 | Italia (bandiera)    | C     | Emanuele Filippini  |
| 18 | Italia (bandiera)    | C     | Antonio Filippini   |
| 19 | Italia (bandiera)    | A     | Massimiliano Caputo |
| 20 | Italia (bandiera)    | A     | Emiliano Bonazzoli  |
| 21 | Italia (bandiera)    | D     | Angelo Danotti      |
| 22 | Italia (bandiera)    | P     | Federico Agliardi   |
| 23 | Croazia (bandiera)   | A     | Ivan Javorčić       |
| 24 | Argentina (bandiera) | D     | Carlos Aurellio     |
| 25 | Italia (bandiera)    | D     | Daniele Bonera      |
| 26 | Romania (bandiera)   | A     | Florin Răducioiu    |
| 27 | Italia (bandiera)    | D     | Mauro Coppini       |
| 28 | Italia (bandiera)    | C     | Giovanni Stroppa    |

## Risultati

### Serie B

#### Girone di andata
| Arbitro: | Ayroldi (Molfetta) |

|               |           |                 |
| Bonazzoli 83’ | Marcatori | 16’ Ghirardello |

| Genova 5 settembre 1999 2ª giornata | Sampdoria       | 0 – 0 referto | Brescia | Stadio Luigi Ferraris (16 536 spett.)\| Arbitro: \| Treossi (Forlì) \| |
| Arbitro:                            | Treossi (Forlì) |               |         |                                                                        |

| Arbitro: | Guiducci (Arezzo) |

|                                                         |           |              |
| A. Filippini 6’ Zanoncelli 21’ Bonazzoli 25’ Yllana 33’ | Marcatori | 30’ Belmonte |

| Arbitro: | Rossi (Ciampino) |

|            |           |                        |
| Marino 34’ | Marcatori | 18’ Cerbone 69’ Hubner |

| Arbitro: | Saccani (Mantova) |

|  |           |               |
|  | Marcatori | 43’ Bonazzoli |

| Arbitro: | Ayroldi (Molfetta) |

|                        |           |  |
| Hubner 44’ (rig.), 57’ | Marcatori |  |

| Arbitro: | Pellegrino (Barcellona Pozzo di Gotto) |

|             |           |                |
| Ambrosi 12’ | Marcatori | 65’ Zanoncelli |

| Arbitro: | Sofritti (Ferrara) |

|                                    |           |  |
| Hubner 21’ Yllana 66’ Hubner 90+3’ | Marcatori |  |

| Arbitro: | Bertini (Arezzo) |

|              |           |                           |
| Giacobbo 53’ | Marcatori | 14’ Bonazzoli 84’ Cerbone |

| Brescia 7 novembre 1999 10ª giornata | Brescia          | 0 – 0 referto | Atalanta | Stadio Mario Rigamonti (14 856 spett.)\| Arbitro: \| Rossi (Ciampino) \| |
| Arbitro:                             | Rossi (Ciampino) |               |          |                                                                          |

| Ravenna 14 novembre 1999 11ª giornata | Ravenna           | 0 – 0 referto | Brescia | Stadio Bruno Benelli (4 349 spett.)\| Arbitro: \| Saccani (Mantova) \| |
| Arbitro:                              | Saccani (Mantova) |               |         |                                                                        |

| Arbitro: | Strazzera (Trapani) |

|                                                      |           |             |
| Franchi 7’ (aut.) Filippini A. 11’ D'Anna 84’ (aut.) | Marcatori | 76’ Cossato |

| Arbitro: | Rosetti (Torino) |

|            |           |                      |
| Yllana 18’ | Marcatori | 89’ (rig.) Comandini |

| Arbitro: | Nucini (Bergamo) |

|                         |           |                                |
| Scienza 10’ Superbi 52’ | Marcatori | 16’ Bonazzoli 45’ E. Filippini |

| Arbitro: | Bolognino (Milano) |

|  |           |                |
|  | Marcatori | 31’ Carparelli |

| Arbitro: | Strazzera (Trapani) |

|              |           |            |
| Bellucci 27’ | Marcatori | 14’ Yllana |

| Arbitro: | Cassarà (Palermo) |

|                               |           |              |
| Bonazzoli 17’ Hubner 39’, 70’ | Marcatori | 65’ Stellone |

| Arbitro: | Cesari (Genova) |

|                                   |           |  |
| Cappellini 43’ (rig.) Saudati 82’ | Marcatori |  |

| Arbitro: | Castellani (Verona) |

|  |           |                  |
|  | Marcatori | 81’ De Francesco |

#### Girone di ritorno
| Arbitro: | Paparesta (Bari) |

|                       |           |                                     |
| Porchia 43’ Pirri 85’ | Marcatori | 18’ Galli 41’ Raducioiu 50’ Cerbone |

| Arbitro: | Nucini (Bergamo) |

|  |           |             |
|  | Marcatori | 72’ Dionigi |

| Arbitro: | Racalbuto (Gallarate) |

|                                |           |  |
| Di Michele 45’ De Cesare 90+1’ | Marcatori |  |

| Brescia 20 febbraio 2000 23ª giornata | Brescia            | 0 – 0 referto | Fermana | Stadio Mario Rigamonti (5 433 spett.)\| Arbitro: \| Preschern (Mestre) \| |
| Arbitro:                              | Preschern (Mestre) |               |         |                                                                           |

| Arbitro: | Rossi (Ciampino) |

|                 |           |  |
| Hubner 47’, 54’ | Marcatori |  |

| Arbitro: | Nucini (Bergamo) |

|  |           |             |
|  | Marcatori | 29’ Stroppa |

| Arbitro: | Racalbuto (Gallarate) |

|             |           |  |
| Stroppa 19’ | Marcatori |  |

| Arbitro: | Fausti (Milano) |

|                          |           |                        |
| Artico 53’ Bresciani 87’ | Marcatori | 33’ Stroppa 83’ Hubner |

| Arbitro: | Branzoni (Pavia) |

|                                                          |           |               |
| Bonazzoli 29’, 34’ Hubner 48’, 67’ Mezzanotti 62’ (aut.) | Marcatori | 13’ Giampaolo |

| Arbitro: | Braschi (Prato) |

|          |           |            |
| Doni 39’ | Marcatori | 86’ Hubner |

| Arbitro: | Pin (Conegliano) |

|                       |           |            |
| Hubner 54’ (rig.) 82’ | Marcatori | 39’ Grabbi |

| Arbitro: | Saccani (Mantova) |

|                    |           |                        |
| Marazzina 26’, 57’ | Marcatori | 53’ Stroppa 74’ Hubner |

| Arbitro: | Bolognino (Milano) |

|                                 |           |               |
| Marco Aurelio 41’ Schenardi 53’ | Marcatori | 86’ Bonazzoli |

| Arbitro: | Cesari (Genova) |

|            |           |           |
| Yllana 30’ | Marcatori | 17’ Taldo |

| Arbitro: | Treossi (Forlì) |

|                         |           |                     |
| Strada 9’ Mutarelli 69’ | Marcatori | 15’ Hubner 19’ Mero |

| Arbitro: | Saccani (Mantova) |

|                         |           |          |
| Hubner 7’ Bonazzoli 10’ | Marcatori | 39’ Toni |

| Arbitro: | Rodomonti (Teramo) |

|                                             |           |  |
| Stellone 8’ Schwoch 31’ (rig.) Bellucci 84’ | Marcatori |  |

| Arbitro: | Castellani (Verona) |

|            |           |  |
| Hubner 59’ | Marcatori |  |

| Arbitro: | Preschern (Mestre) |

|                                   |           |                 |
| De Francesco 27’ (rig.) Colle 87’ | Marcatori | 13’, 25’ Hubner |

### Coppa Italia

#### Fase a gironi
| Arbitro: | P. Rossi (Ciampino) |

|               |           |  |
| Di Nicola 54’ | Marcatori |  |

| Arbitro: | Trentalange (Torino) |

|                                |           |            |
| A. Filippini 33’ Cerbone 90+1’ | Marcatori | 4’ Palumbo |

| Arbitro: | Preschern (Mestre) |

|            |           |            |
| Roma 90+5’ | Marcatori | 42’ Hubner |

| Arbitro: | Pin (Conegliano) |

|                                |           |                |
| Migliorini 4’ (aut.) Banin 35’ | Marcatori | 86’ D. Morello |

| Arbitro: | Bonfrisco (Monza) |

|               |           |  |
| Bonazzoli 73’ | Marcatori |  |

| Arbitro: | De Santis (Tivoli) |

|                                              |           |                             |
| Sullo 16’ Gelsi 20’ Massara 34’ Zanini 90+1’ | Marcatori | 24’ Raducioiu 69’ Bonazzoli |

## Statistiche

### Statistiche di squadra
| Competizione | Punti | In casa | In casa | In casa | In casa | In casa | In casa | In trasferta | In trasferta | In trasferta | In trasferta | In trasferta | In trasferta | Totale | Totale | Totale | Totale | Totale | Totale | DR  |
| Competizione | Punti | G       | V       | N       | P       | Gf      | Gs      | G            | V            | N            | P            | Gf           | Gs           | G      | V      | N      | P      | Gf     | Gs     | DR  |
| ------------ | ----- | ------- | ------- | ------- | ------- | ------- | ------- | ------------ | ------------ | ------------ | ------------ | ------------ | ------------ | ------ | ------ | ------ | ------ | ------ | ------ | --- |
| Serie B      | 63    | 19      | 11      | 5       | 3       | 31      | 12      | 19           | 5            | 10           | 4            | 23           | 26           | 38     | 16     | 15     | 7      | 54     | 38     | +16 |
| Coppa Italia |       | 3       | 3       | 0       | 0       | 5       | 2       | 3            | 0            | 1            | 2            | 3            | 6            | 6      | 3      | 1      | 2      | 6      | 8      | -2  |
| Totale       |       | 22      | 14      | 5       | 3       | 36      | 14      | 22           | 5            | 11           | 6            | 26           | 32           | 44     | 19     | 16     | 9      | 60     | 46     | +14 |